# 23172 Williamartin
23172 Williamartin là một tiểu hành tinh vành đai chính với chu kỳ quỹ đạo là 1268.9332329 ngày (3.47 năm).
Nó được phát hiện ngày 29 tháng 4 năm 2000.